# チョコレート・シティ (アルバム)
『チョコレート・シティ』（Chocolate City）は、アメリカ合衆国のファンク・バンド、パーラメントが1975年に発表した3作目のスタジオ・アルバム。

## 背景
タイトル曲は、アメリカでも特にアフリカ系アメリカ人の住民が多かったワシントンD.C.の讃歌で、同作の歌詞ではモハメド・アリが大統領、アレサ・フランクリンがファースト・レディとして言及されている。また、トム・テレルは本作の2003年リマスターCDのライナーノーツにおいて、「レット・ミー・ビー」に関して1970年代のワシントンD.C.のゴスペルからの影響、「アイ・ミスジャッジド・ユー」に関してワシントンD.C.出身のR&Bグループ「ユニフィックス」からの影響を指摘している。

## 反響・評価
母国アメリカでは1975年6月21日付のBillboard 200で91位に達し、バンド初の全米トップ100入りを果たした。また、『ビルボード』のR&Bアルバム・チャートでは18位に達した。
Jason Birchmeierはオールミュージックにおいて5点満点中4点を付け「『チョコレート・シティ』は、パーラメントの作品の中でも特に知られているわけではないが、最高傑作の一つで、なおかつ特に過小評価されている作品でもある」と評している。また、Ben Ratliffは2003年、『ローリング・ストーン』誌において「『チョコレート・シティ』（1975年）の頃には、バーニー・ウォーレルによる宇宙時代のキーボード・サウンド、ブーツィー・コリンズによる流動的なベース・ライン、荒ぶる団長ジョージ・クリントンのラップという、バンドのプロットが確立された」と評している。

## 収録曲
特記なき楽曲はジョージ・クリントン、ブーツィー・コリンズ、バーニー・ウォーレルの共作。
Side 1
1. チョコレート・シティ - "Chocolate City" - 5:41
2. ライド・オン - "Ride On" - 3:37
3. トゥゲザー - "Together" - 4:10
4. サイド・エフェクツ - "Side Effects" (George Clinton, Bootsy Collins, Ahneua Hilson) - 3:16
5. ホワット・カムズ・ファンキー - "What Comes Funky" - 2:25

Side 2
1. レット・ミー・ビー - "Let Me Be" (G. Clinton, Vivian Lewis) - 5:40
2. イフ・イット・ドント・フィット - "If It Don't Fit (Don't Force It)" (G. Clinton, Garry Shider, B. Worrell) - 2:10
3. アイ・ミスジャッジド・ユー - "I Misjudged You" (G. Clinton, Ernie Harris, Fuzzy Haskins) - 5:17
4. ビッグ・フッティン - "Big Footin'" (G. Clinton, F. Haskins, G. Shider) - 4:52

### 2003年リマスターCDボーナス・トラック
1. イフ・イット・ドント・フィット（オルタナティヴ・ヴァージョン） - "If It Don't Fit (Don't Force It) (Alternate Mix)" (G. Clinton, G. Shider, B. Worrell) - 2:00
2. アイ・ミスジャッジド・ユー（オルタナティヴ・ヴァージョン） - "I Misjudged You (Alternate Mix)" (G. Clinton, E. Harris, F. Haskins) - 5:09
3. コモン・ロー・ワイフ - "Common Law Wife" (G. Clinton) - 3:22

## 参加ミュージシャン
- ジョージ・クリントン - ボーカル、リズム・アレンジ
- ブーツィー・コリンズ - ギター、ベース、リズム・アレンジ
- バーニー・ウォーレル - キーボード、シンセサイザー、ホーン・アレンジ、ストリングス・アレンジ
- ゲイリー・シャイダー - ギター、ボーカル
- コーデル・モースン - ギター、ベース
- プラカシュ・ジョン - ベース
- ティキ・フルウッド - ドラムス
- タイロン・ランプキン - ドラムス
- ザ・マン・イン・ザ・ボックス - ドラムス
- カルヴァン・サイモン、ファジー・ハスキンズ、グラディ・トーマス、レイモンド・デイヴィス、エディ・ヘイゼル - ボーカル